# Malatesta da Verucchio
Malatesta da Verucchio detto "Mastin Vecchio" (Verucchio, 1212 – Rimini, 1312) è stato un condottiero italiano, signore di Rimini dal 1295 alla morte, appartenente alla dinastia dei Malatesta.

## Biografia
Faceva parte del ramo da Verucchio della sua famiglia. Era figlio di Malatesta di Pennabilli, podestà di Pennabilli dal 1239 al 1249, e di Adelasia.

### La fase ghibellina
Malatesta sfruttò abilmente le relazioni matrimoniali per rafforzare il suo potere. Sposò Concordia dei Pandolfini, figlia di Arrighetto, vicario imperiale per oltre venti anni. Oltre a garantirgli un ruolo di rilievo all'interno della fazione ghibellina – nel 1239 divenne podestà ghibellino di Rimini – il matrimonio gli portò in dote diversi possedimenti nella Romagna meridionale.

### La fase guelfa
Nel 1248, dopo la sconfitta di Federico II a Parma cambiò campo, aderendo al partito guelfo. Da allora fu il più significativo esponente guelfo della Romagna. Per rafforzare le nuove alleanze, approfittando della morte della prima moglie Concordia, all'incirca nel 1263, contrasse un nuovo matrimonio con Margherita Paltenieri, nipote del legato apostolico delle Marche. 
L'antagonismo con i Montefeltro gli permise di stringere alleanze con altre famiglie guelfe in lotta con Guido da Montefeltro, capo dei ghibellini romagnoli, come i da Polenta. Anche in questo caso l'alleanza politica fu rafforzata con un matrimonio: in questo caso quello del primogenito Giovanni, detto Gianciotto e Francesca da Polenta.
Per la fama acquisita nella lotta contro i ghibellini fu chiamato dalla famiglia guelfa bolognese dei Geremei per sostenere la lotta contro la fazione ghibellina rivale dei Lambertazzi e nel 1275 ricoprì la carica di capitano del popolo a Bologna. Successivamente fu designato da Carlo I d'Angiò come vicario pontificio a Firenze.
Nel 1295 si proclamò signore di Rimini, decretando l'espulsione di tutte le famiglie ghibelline rivali.
Malatesta per queste vicende è citato da Dante come il "Mastin vecchio" (Inf. XXVII vv. 46-48), assieme al figlio Malatestino I, il "Mastin nuovo". Il Sommo Poeta ricorda che i due fecero imprigionare e uccidere nel 1295, Montagna di Parcitadi, capo della fazione ghibellina riminese.
Lo stesso Malatestino I fu ritenuto dall'Alighieri responsabile dell'omicidio dei due migliori di Fano (Inf. XXVIII, vv. 76-84).
Ma l'episodio più famoso che lo lega alla Divina Commedia è in realtà quello di Paolo e Francesca che riguarda la relazione tra il figlio Paolo e la cognata Francesca da Polenta, entrambi assassinati dal marito di lei Gianciotto, fratello di Paolo.
Morì centenario nel 1312 dopo aver dettato minuziose disposizioni testamentarie. Sigismondo farà raccogliere i suoi resti, unitamente a quelli degli altri avi, nell'Arca degli Antenati e dei Discendenti, opera di Agostino di Duccio, nella chiesa riminese di San Francesco, ovvero il Tempio Malatestiano.

## Discendenza
Ebbe una prospera discendenza da due matrimoni. L'ipotesi di una terza moglie è stata negata da tutti gli storici malatestiani, a partire dal Massera, errore derivante da una traduzione sbagliata di un documento in latino: fu una casa, non una consorte, che Malatesta acquisì, nel 1230, da Guglielmo di Arrighetto. Secondo il Litta, invece, essa fu la figlia di tal Guglielmo di Enrichetto.
L'identità della madre di Rengarda è comunque incerta e sarebbe la primogenita di Concordia. In alcuni alberi genealogici dei Malatesta Rengarda non viene neppure menzionata.
Dalla prima moglie, Concordia dei Pandolfini di Vicenza, (1248), ebbe cinque figli:
- Rengarda (morta prima del 1312)[14]
- Malatestino (m. 1317);
- Giovanni detto Gianciotto (m. 1304);
- Paolo (m. 1285);
- Ramberto (m. 1298), religioso.

Dalla seconda consorte, Margherita Paltenieri di Monselice, (1266), nacquero tre eredi:
- Maddalena, sposò Bernardino da Polenta;
- Simona, sposò Marco Ranieri;
- Pandolfo (m. 1326).

## Ascendenza
|                        |  |                  | Genitori |  |  | Nonni              |  |  | Bisnonni                        |  |
|                        |  |                  |          |  |  | Malatesta "Minore" |  |  | Malatesta Malatesta di Giovanni |  |
|                        |  |                  |          |  |  | Malatesta "Minore" |  |  | Malatesta Malatesta di Giovanni |  |
|                        |  | Berta Traversari |          |  |  | Malatesta "Minore" |  |  |                                 |  |
| Malatesta I Malatesta  |  |                  |          |  |  | Malatesta "Minore" |  |  |                                 |  |
|                        |  | Alaburga         |          |  |  |                    |  |  |                                 |  |
|                        |  |                  |          |  |  |                    |  |  |                                 |  |
|                        |  |                  |          |  |  |                    |  |  |                                 |  |
| Malatesta da Verucchio |  |                  |          |  |  |                    |  |  |                                 |  |
|                        |  |                  |          |  |  |                    |  |  |                                 |  |
|                        |  |                  |          |  |  |                    |  |  |                                 |  |
|                        |  |                  |          |  |  |                    |  |  |                                 |  |
| Adelasia               |  |                  |          |  |  |                    |  |  |                                 |  |
|                        |  |                  |          |  |  |                    |  |  |                                 |  |
|                        |  |                  |          |  |  |                    |  |  |                                 |  |
|                        |  |                  |          |  |  |                    |  |  |                                 |  |
|                        |  |                  |          |  |  |                    |  |  |                                 |  |